# Bellinzago Lombardo
Bellinzago Lombardo é uma comuna italiana da região da Lombardia, província de Milão, com cerca de 3.537 habitantes. Estende-se por uma área de 4 km², tendo uma densidade populacional de 884 hab/km². Faz fronteira com Gessate, Inzago, Gorgonzola, Pozzuolo Martesana.

## Demografia
| Variação demográfica do município entre 1861 e 2011                               |
|                                                                                   |
| Fonte: Istituto Nazionale di Statistica (ISTAT) - Elaboração gráfica da Wikipedia |